# Gorgonidia cubotaensis
Gorgonidia cubotaensis är en fjärilsart som beskrevs av Gottfried Christian Reich 1938. Gorgonidia cubotaensis ingår i släktet Gorgonidia och familjen björnspinnare. Inga underarter finns listade i Catalogue of Life.